# ناحیه اسکاندیا، میشیگان
ناحیه اسکاندیا (به انگلیسی: Skandia Township) یک منطقهٔ مسکونی در ایالات متحده آمریکا است که در شهرستان مارکت، میشیگان واقع شده‌است.
 ناحیه اسکاندیا  ۸۲۶ نفر جمعیت دارد و ۳۳۵ متر بالاتر از سطح دریا واقع شده‌است.